# Volta a Catalunya femenina de 2025
La Volta a Catalunya femenina de 2025 fou la segona edició de la Volta Ciclista a Catalunya femenina. Classificada a la categoria 2.1 per la Unió Ciclista Internacional, va tenir tres etapes i es disputà entre el 6 i el 8 de juny de 2025.
La neerlandesa Demi Vollering (FDJ-Suez) es va imposar a la classificació general, a la dels punts i a la de la muntanya. La seva companya d'equip Elise Chabbey va ser-ne la subcampiona i Marion Bunel (Team Visma - Lease a Bike) la tercera classificada.

## Presentació de la prova
Com en l'edició anterior, la Volta va tenir tres etapes. La primera va unir El Perelló amb Reus. La segona fou l'etapa amb final en alt de la prova i s'inicià a Bagà i va acabar al Coll de Pal, categoritzat de categoria especial. Finalment, la tercera va sortir des de Castelldefels i va finalitzar a Barcelona.

## Equips
| UCI Women's WorldTeams (4)- FDJ-Suez - Human Powered Health - Movistar Team - Team Visma \| Lease a Bike UCI Women's ProTeam- Laboral Kutxa-Fundación Euskadi UCI Women's continental teams (7)- Eneicat-CMTeam - Team Coop-Repsol - Cynisca Cycling - Aromitalia 3T Vaiano - Canyon//SRAM zondacrypto Generation - Liv-AlUla-Jayco Women's Continental Team - LKT Team Equips femenins amateurs (5)- Massi Baix Ter - Cantabria Deporte-Rio Miera - E.C. Mataró Skoda-Mogadealer Women's Team - Team Farto - Kiroot - Occitane Cyclisme Formation Féminin Equip regional- Catalonia |
| |

## Etapes
| Etapa    | Data      | Ciutats d'etapa | type              | Distància (km) | Vencedora de l'etapa | Líder de la general |
| -------- | --------- | --------------- | ----------------- | -------------- | -------------------- | ------------------- |
| 1a etapa | 6 de juny |                 | etapa accidentada |                | Elise Chabbey        |                     |
| 2a etapa | 7 de juny |                 | etapa de muntanya |                | Demi Vollering       |                     |
| 3a etapa | 8 de juny |                 | etapa accidentada |                | Loes Adegeest        |                     |

## Classificacions finals

### Classificació general
| \| Classificació general \| Classificació general \| Classificació general \| Classificació general \| Classificació general \| \| Ciclista \| Ciclista \| Equip \| Temps \| \| \| --------------------- \| --------------------- \| --------------------- \| --------------------- \| --------------------- \| |          |       |       |
| |          |       |       |
| Font: ProCyclingStats |          |       |       |
| Classificació general |          |       |       |
| Ciclista | Ciclista | Equip | Temps |

### Classificacions secundàries
| Classificació de la muntanya | Classificació de la muntanya | Classificació de la muntanya | Classificació de la muntanya | Classificació de la muntanya |
| Ciclista                     | Ciclista                     | Equip                        | Punts                        |                              |
| ---------------------------- | ---------------------------- | ---------------------------- | ---------------------------- | ---------------------------- |

| Classificació de la muntanya | Classificació de la muntanya | Classificació de la muntanya | Classificació de la muntanya | Classificació de la muntanya |
| Ciclista                     | Ciclista                     | Equip                        | Punts                        |                              |
| ---------------------------- | ---------------------------- | ---------------------------- | ---------------------------- | ---------------------------- |

| Classificació per punts | Classificació per punts | Classificació per punts | Classificació per punts | Classificació per punts |
| Ciclista                | Ciclista                | Equip                   | Punts                   |                         |
| ----------------------- | ----------------------- | ----------------------- | ----------------------- | ----------------------- |

| Classificació per punts | Classificació per punts | Classificació per punts | Classificació per punts | Classificació per punts |
| Ciclista                | Ciclista                | Equip                   | Punts                   |                         |
| ----------------------- | ----------------------- | ----------------------- | ----------------------- | ----------------------- |

| Classificació de la millor jove | Classificació de la millor jove | Classificació de la millor jove | Classificació de la millor jove | Classificació de la millor jove |
| Ciclista                        | Ciclista                        | Equip                           | Temps                           |                                 |
| ------------------------------- | ------------------------------- | ------------------------------- | ------------------------------- | ------------------------------- |

| Classificació de la millor jove | Classificació de la millor jove | Classificació de la millor jove | Classificació de la millor jove | Classificació de la millor jove |
| Ciclista                        | Ciclista                        | Equip                           | Temps                           |                                 |
| ------------------------------- | ------------------------------- | ------------------------------- | ------------------------------- | ------------------------------- |

| Classificació per equips | Classificació per equips | Classificació per equips | Classificació per equips |
| Equip                    | Equip                    | Temps                    |                          |
| ------------------------ | ------------------------ | ------------------------ | ------------------------ |

| Classificació per equips | Classificació per equips | Classificació per equips | Classificació per equips |
| Equip                    | Equip                    | Temps                    |                          |
| ------------------------ | ------------------------ | ------------------------ | ------------------------ |

## Evolució de les classificacions
| Etapa    |                   | Vencedora _    |
| -------- | ----------------- | -------------- |
| 1a etapa | etapa accidentada | Elise Chabbey  |
| 2a etapa | etapa de muntanya | Demi Vollering |
| 3a etapa | etapa accidentada | Loes Adegeest  |
| Final    |                   |                |